# Sistema Estatal de Carreteras Escénicas de California
El Sistema de Carreteras Escénicas es una lista de carreteras, principalmente de carreteras estatales, que han sido designada por el Departamento de Transporte de California (Caltrans) como una carretera escénica. La Legislatura Estatal de California, principalmente sobre la Sección 263 del Código de Calles y Carreteras, hace que las carreteras sean eligible para la designación como una carretera escénica. Para que una carretera sea declarada como escénica, el gobierno con jurisdicción sobre los terrenos colindantes debe adoptar un "programa de protección de corredor escénico" que limita el desarrollo, publicidad exterior, y movimientos de tierra, y comunicarse con Caltrans para ponerse de acuerdo y tener los requisitos adecuados.El deseo de crear esa designación ha estado a veces en conflicto con los derechos de propiedad de los propietarios colindantes, por ejemplo, en la Ruta Estatal 174. Las carreteras escénicas son marcadas por la  flor estatal, una amapola de California, dentro de un rectángulo (para una carretera estatal) o un pentágono (para una carretera de condados).